# Židovský hřbitov ve Znojmě
Židovský hřbitov ve Znojmě se nachází na severu města, 2 km od centra a asi 200 m vpravo od křižovatky Přímětické a Únanovské ulice, po levé straně Únanovské ulice. Jeho areál má rozlohu 6067 m2.
Hřbitov, v pořadí již druhý, byl založen roku 1868 a v roce 1869 sem byly přeneseny ostatky nalezené na místě středověkého židovského hřbitova. Tuto skutečnost připomíná velký obelisk uprostřed areálu. Kromě něj se zde dochovalo přes 100 náhrobních kamenů, přičemž nejmladší pocházejí z doby před a těsně po 2. světové válce, kdy se zde konaly poslední pohřby. Obřadní síň zdejšího hřbitova byla zbořena nacisty.
Židé žili ve Znojmě již před rokem 1330, v roce 1454 však odtud byli vyhnáni. V letech 1848–1858 bylo židovské osídlení obnoveno. Znojemská židovská komunita přestala existovat v roce 1938.